# همه‌گیری کراک در ایالات متحده آمریکا

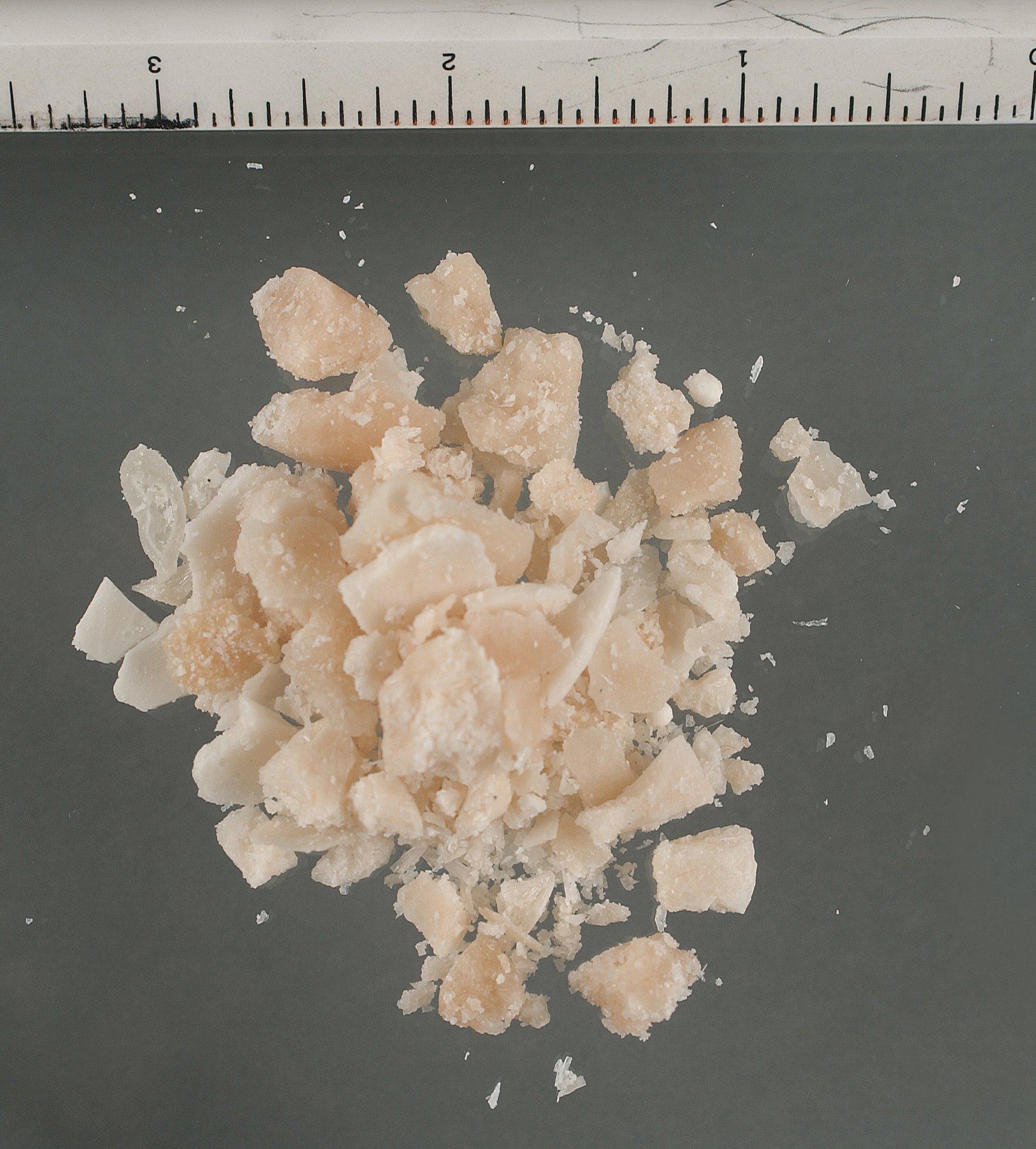
نمایی از موادمخدر کراک کوکائین مصرف‌بندی خیابانی - ۲۰۰۵

همه‌گیری کراک در ایالات متحده (انگلیسی: Crack epidemic) به موج گسترده استفاده از ماده مخدر کراک بین سالهای ۱۹۸۴ تا اوایل دهه ۱۹۹۰ میلادی در شهرهای بزرگ کشور ایالات متحده امریکا دارد. از اثرات اجتماعی و عمومی این همه گیری افزایش قابل توجه تبهکاری و خشونت در امریکا بوده است.
این اتفاق که ابعاد اجتماعی گسترده‌ای داشته است در رسانه‌های ایالات متحده مورد توجه قرار گرفت و آثار فرهنگی گوناگونی پیرامون آن ساخته شد:

## فیلم‌ها
- پسرا و محله (۱۹۹۱)
- تب جنگل (۱۹۹۱)
- تهدیدی برای جامعه (۱۹۹۳)
- روز تعلیم (۲۰۰۱)
- مشت‌زن (فیلم ۲۰۱۰) (۲۰۱۰)

## بازی‌های ویدئویی
- اتومبیل دزدی بزرگ: وایس سیتی (۲۰۰۲)
- اتومبیل‌دزدی بزرگ: سن آندریاس (۲۰۰۴)
- اتومبیل‌دزدی بزرگ: ماجراهای وایس سیتی (۲۰۰۶)
- اتومبیل دزدی بزرگ ۵ (۲۰۱۳)